# Dekanat rzeczycki
Dekanat rzeczycki – jeden z dziesięciu dekanatów wchodzących w skład eparchii homelskiej i żłobińskiej Egzarchatu Białoruskiego Patriarchatu Moskiewskiego.

## Parafie w dekanacie
- Parafia Opieki Matki Bożej w Babiczach
  - Cerkiew Opieki Matki Bożej w Babiczach
- Parafia Poczajowskiej Ikony Matki Bożej w Barszczówce
  - Cerkiew Poczajowskiej Ikony Matki Bożej w Barszczówce
- Parafia św. Jerzego Zwycięzcy w Białym Błocie
  - Cerkiew św. Jerzego Zwycięzcy w Białym Błocie
- Parafia św. Mikołaja Cudotwórcy w Bronnem
  - Cerkiew św. Mikołaja Cudotwórcy w Bronnem
- Parafia św. Aleksandra Newskiego w Chołmieczu
  - Cerkiew św. Aleksandra Newskiego w Chołmieczu
- Parafia św. Jana Teologa w Jampolu
  - Cerkiew św. Jana Teologa w Jampolu
- Parafia św. Eufrozyny Połockiej w Jeziorszczyźnie
  - Cerkiew św. Eufrozyny Połockiej w Jeziorszczyźnie
- Parafia Narodzenia Najświętszej Maryi Panny w Koziu
  - Cerkiew Narodzenia Najświętszej Maryi Panny w Koziu
- Parafia Objawienia Pańskiego w Krowatyczach
  - Cerkiew Objawienia Pańskiego w Krowatyczach
- Parafia Kazańskiej Ikony Matki Bożej w Miłogrodzie
  - Cerkiew Kazańskiej Ikony Matki Bożej w Miłogrodzie
- Parafia Zaśnięcia Najświętszej Maryi Panny w Nowym Borsuku
  - Cerkiew Zaśnięcia Najświętszej Maryi Panny w Nowym Borsuku
- Parafia św. Michała Archanioła w Rówieńskiej Słobodzie
  - Cerkiew św. Michała Archanioła w Rówieńskiej Słobodzie
- Parafia św. Łukasza Wojno-Jasienieckiego w Rzeczycy
  - Cerkiew św. Łukasza Wojno-Jasienieckiego w Rzeczycy
- Parafia Opieki Matki Bożej w Rzeczycy
  - Cerkiew Opieki Matki Bożej w Rzeczycy
- Parafia Zaśnięcia Najświętszej Maryi Panny w Rzeczycy
  - Cerkiew Zaśnięcia Najświętszej Maryi Panny w Rzeczycy
- Parafia św. Mikołaja Cudotwórcy w Wasilewiczach
  - Cerkiew św. Mikołaja Cudotwórcy w Wasilewiczach
- Parafia św. Mikołaja Cudotwórcy w Wyszomierzu
  - Cerkiew św. Mikołaja Cudotwórcy w Wyszomierzu
- Parafia Nowomęczenników Rosyjskich w Zachodach
  - Cerkiew Nowomęczenników Rosyjskich w Zachodach
- Parafia św. Włodzimierza Wielkiego w Zarzeczu
  - Cerkiew św. Włodzimierza Wielkiego w Zarzeczu
- Parafia Świętej Trójcy w Zaspie
  - Cerkiew Świętej Trójcy w Zaspie
- Parafia Opieki Matki Bożej w Zaszczebiu
  - Cerkiew Opieki Matki Bożej w Zaszczebiu

## Galeria

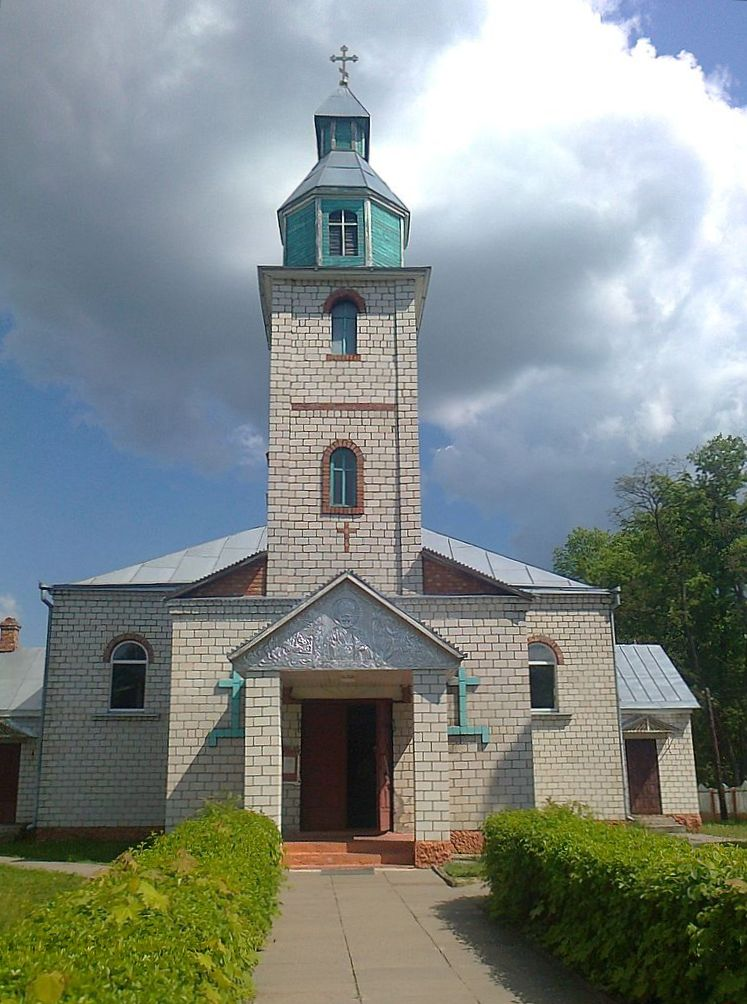
Cerkiew św. Mikołaja Cudotwórcy w Wasilewiczach